# The Heaps
The Heaps je hrvatski glazbeni sastav iz Splita. 

## Povijest
Osnovani su koncem 2015. godine. Za sebe kažu "Visoko energični i eksplozivni sonički napad u izvedbi benda, počiva na neukrotivoj eneriji rock'n'rolla u svojoj prepoznatljivoj i nešto suvremenijoj varijanti. Heapsi sviraju isključivo autorski materijal". Kao sastav se osobno identificiraju sa sastavima koji nisu razvikani, ali imaju vjerne obožavatelje i snažan status u undergroundu, poput sastava kao što su: Overflowa, Essencea, Wizard Of Stone Mountaina i Bizona iz Splita, Muke, Peach Pita, Pogavranjen iz Zagreba, COG iz Osijeka, Andrije iz Livna,  M.O.R.T.-a, Trobecove krušne peći, Seven That Spells.
Vremenom se The Heapsima formirao profil njihovih obožavatelja: osobe koje preferiraju "ekscesivne nastupe uživo i zvuk sirovog rock n rolla, ali isto tako i „alternativu“ u najširem mogućem smislu te riječi; sve od punka, noise do metala". Miksanje i masteriranje napravio je Kel Gore, a glazbu i tekst The Heaps (Lovre, Mario i Nikša).
Svoje pjesme The Heaps rade zajedno. EP Meltdown su snimili u garaži. Tome im je pridonio zajednički prijatelj članova sastava, glazbeni znalac i zanesenjak Goran Kelčec (basist sastava Mind Zooa), koji im je predstavio svoju zamisoa produkcijskog usmjerenja za snimanje. Svi su se složili oko načelnih stvari i uz sva logistička i tehnička ograničenja, zajedničkim pothvatom snimili su EP koji su objavili 8. prosinca 2016. godine.
2017. su sudjelovali na festivalu autorskih sastava ST-@rt.

## Diskografija
- Meltdown, EP

## Članovi
Članovi su:
- Mario Radić - gitara
- Nikša Orlandić - bubnjevi
- Lovre Bilić – vokal

## Vanjske poveznice
- The Heaps na Facebooku
- The Heaps na SoundCloudu
- The Heaps na Bandcampu
- Jerko Jakšić:  MLP-U ) The Heaps - Chillton _ 05.Svibnja-2017. )  Arhivirana inačica izvorne stranice od 23. listopada 2019. (Wayback Machine), 6. svibnja 2017.